# Делта на Меконг
Донг Банг Сонг Ку Лонг (на виетнамски: Đồng Bằng Sông Cửu Long) или Тай Нам Бо Виет Нам-Донг Банг Сонг Ку Лонг (на виетнамски: Tây Nam Bo Việt Nam-Đồng Bằng Sông Cửu Long) (Делтата на река Меконг или Югозападен район и Делтата на река Меконг) е един от съставните региони на Виетнам. Регионът се състои от 12 малки по площ, но изключително гъсто населени провинции, разположени в делтата на река Меконг. Тук се намира и самостоятелният град Кан Тхо. Буквално името Сонг Ку Лонг означава Реката на деветте дракона, което е едно от трите официални наименования на Меконг във Виетнам.
На североизток Донг Банх Сонк Ку Лонг граничи с Донг Нам Бо, на изток с Южнокитайско море, на запад с Камбоджа и на юг с Тайландския залив.
На площ от 40 604.7 km² живеят души 17 415 500 или средната гъстота на населението е 428.9 души/km².
По-голямата част от населението на региона са етнически виетнамци (виети). Въпреки това в региона има значително кхмерско малцинство (на виетнамски: Khmer), което представлява около 15% от цялото население на Донг Банг Сонк Ку Лонг. Около 5% от населението са етнически китайци (на виетнамски: Hoa). В провинция Ан Жианг живее и значителен брой представители на етническата група Тям (на виетнамски: Chàm), които са и основните представители на исляма във Виетнам. В региона основната религия е будизмът, но има и хора, които практикуват као дай, хоа хао и католицизъм.

## Провинции
| Провинция  | На виетнамски | Столица    | Население (1 юли 2006) | Площ       | Гъстота        |
| ---------- | ------------- | ---------- | ---------------------- | ---------- | -------------- |
| Ан Жианг   | An Giang      | Лонг Сюйен | 2 210 400              | 3536.8 km² | 624.9 души/km² |
| Бак Лиеу   | Bạc Liêu      | Бак Лиеу   | 820 100                | 2584.1 km² | 317.3 души/km² |
| Бен Че     | Bến Tre       | Бен Че     | 1 353 300              | 2360.2 km² | 573.3 души/km² |
| Ка Мау     | Cà Mau        | Ка Мау     | 1 232 000              | 5331.7 km² | 231 души/km²   |
| Донг Тхап  | Đồng Tháp     | Као Лан    | 1 667 800              | 3376.4 km² | 493.9 души/km² |
| Хау Жианг  | Hậu Giang     | Ви Тхан    | 796 900                | 1601.1 km² | 497.7 души/km² |
| Киен Жианг | Kiên Giang    | Рат Жиа    | 1 684 600              | 6348.3 km² | 265.3 души/km² |
| Лонг Ан    | Long An       | Тан Ан     | 1 423 100              | 4493.8 km² | 316.6 души/km² |
| Сок Транг  | Sóc Trăng     | Сок Транг  | 1 276 200              | 3312.3 km² | 385.2 души/km² |
| Тиен Жианг | Tiền Giang    | Ми Тхо     | 1 717 400              | 2484.2 km² | 691.3 души/km² |
| Тра Вин    | Trà Vinh      | Тра Вин    | 1 036 800              | 2295.1 km² | 451.7 души/km² |
| Вин Лонг   | Vĩnh Long     | Вин Лонг   | 1 057 000              | 1479.1 km² | 714.6 души/km² |
| Кан Тхо    | Cần Thơ       |            | 1 139 900              | 1401.6 km² | 813.2 души/km² |